# Mamadou Mariem Diallo
Mamadou Mariem Diallo (né le 2 mars 1967 au Sénégal) est un joueur de football international sénégalais, qui évoluait au poste de défenseur.

## Biographie

### Carrière en sélection
Il joue en équipe du Sénégal entre 1990 et 1994.
Il participe avec le Sénégal aux Coupes d'Afrique des nations de 1992 et de 1994.